# Чудесне джерело (Поль Гоген)
«Чудесне джерело» (фр. Eau délicieuse) — картина французького художника Поля Гогена із зібрання Ермітажу.

## Опис картини
На передньому плані картини зображено на пагорбі дві жінки-таїтянки. Над головою однієї з них — німб, інша тримає тропічний плід. Праворуч — квітучі лілії. За їх спинами невелике озеро; на його березі сидить оголена жінка, поруч з якою її подруга в довгій білій спідниці. На дальньому плані ліворуч видно велику гора, трохи правіше велике дерево і пальми. Справа за великими валунами видніється подвійна статуя, біля якої танцюють чотири жінки. У лівому нижньому кутку назва картини, підпис художника і дата: «NAVE NAVE MOE P Gauguin / 94.»

## Історія створення
Картина написана на початку 1894 року в Парижі після повернення Гогена з першої поїздки на Таїті. Її вважають «збірним образом-спогадом» про перебування в Полінезії  .

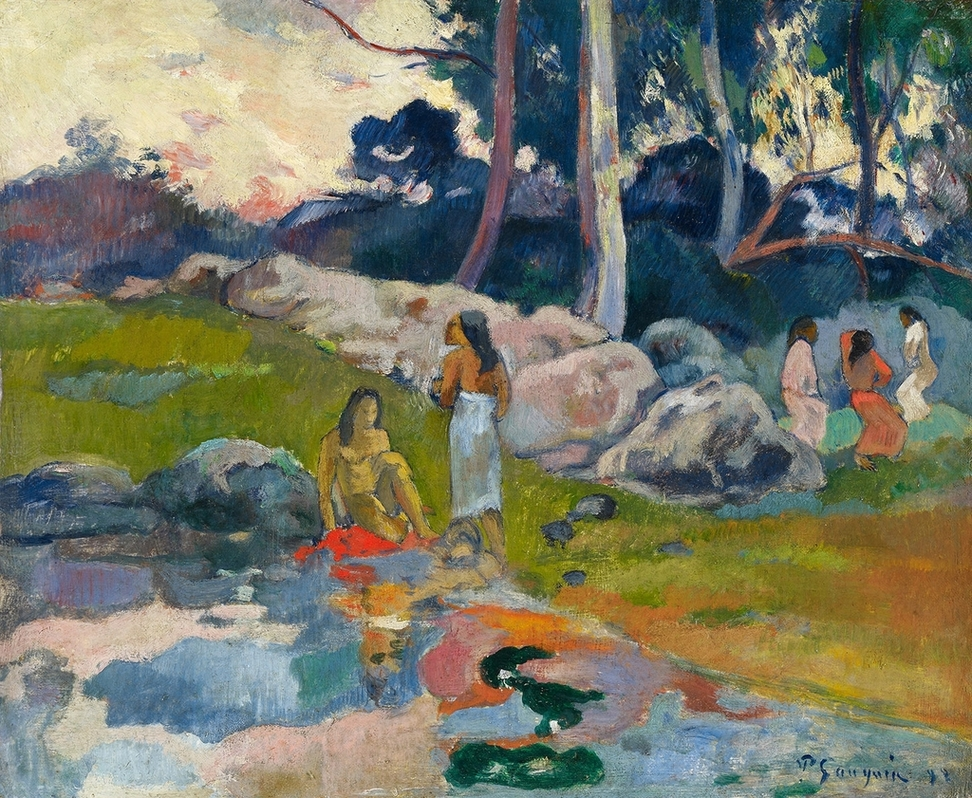
«Жінки на березі річки» (ескіз «Чудового джерела»)

У картини існує ескіз «Жінки на березі річки» (полотно, олія, 31,8 × 40 см, приватна колекція), на якому зображена права частина полотна: дві фігури біля води, купа каміння і вдалині три танцюючі дівчини під деревами). Незважаючи на те, що ескіз датований самим художником 1892 роком, укладач каталогу відніс його виконання до 1898 року.  . А. Г. Барська вказує що, оскільки остання цифра на ескізі написана нечітко, то Вільденштейн невірно її прочитав і прийняв за вісімку . Фахівці аукціонного будинку при огляді картини також вказали, що дата на ній стоїть саме 92 . А. Г. Костеневич відзначав, що ескіз виконаний «якщо не з натури, то по живих враженнях, в майже імпресіоністичній манері»  .
Поль Гоген в цій картині використовував і підсумував кілька мотивів і образів, які були в низці попередніх робіт.
Дівчата на передньому плані вперше з'явилися на картині «Будинок маорі», там вони зображені єдиною групою (полотно, олія, 73 × 92 см, збори Ронігер, Швейцарія) . Також вони є на картині «Велике дерево», що зберігається в Клівлендському художньому музеї (полотно, олія, 74 × 92,8 см) . А. Г. Костеневич визначає їх як образи, що символізують Діву Марію і Єву з яблуком . Близько 1893—1894 років Гоген, працюючи над рукописом і оформленням своєї книги «Ноа Ноа», створив гравюру на дереві, яка за його задумом повинна була служити титульним аркушем книги; в двох верхніх медальйонах цієї гравюри він використовував фігури «Єви» і «Марії».

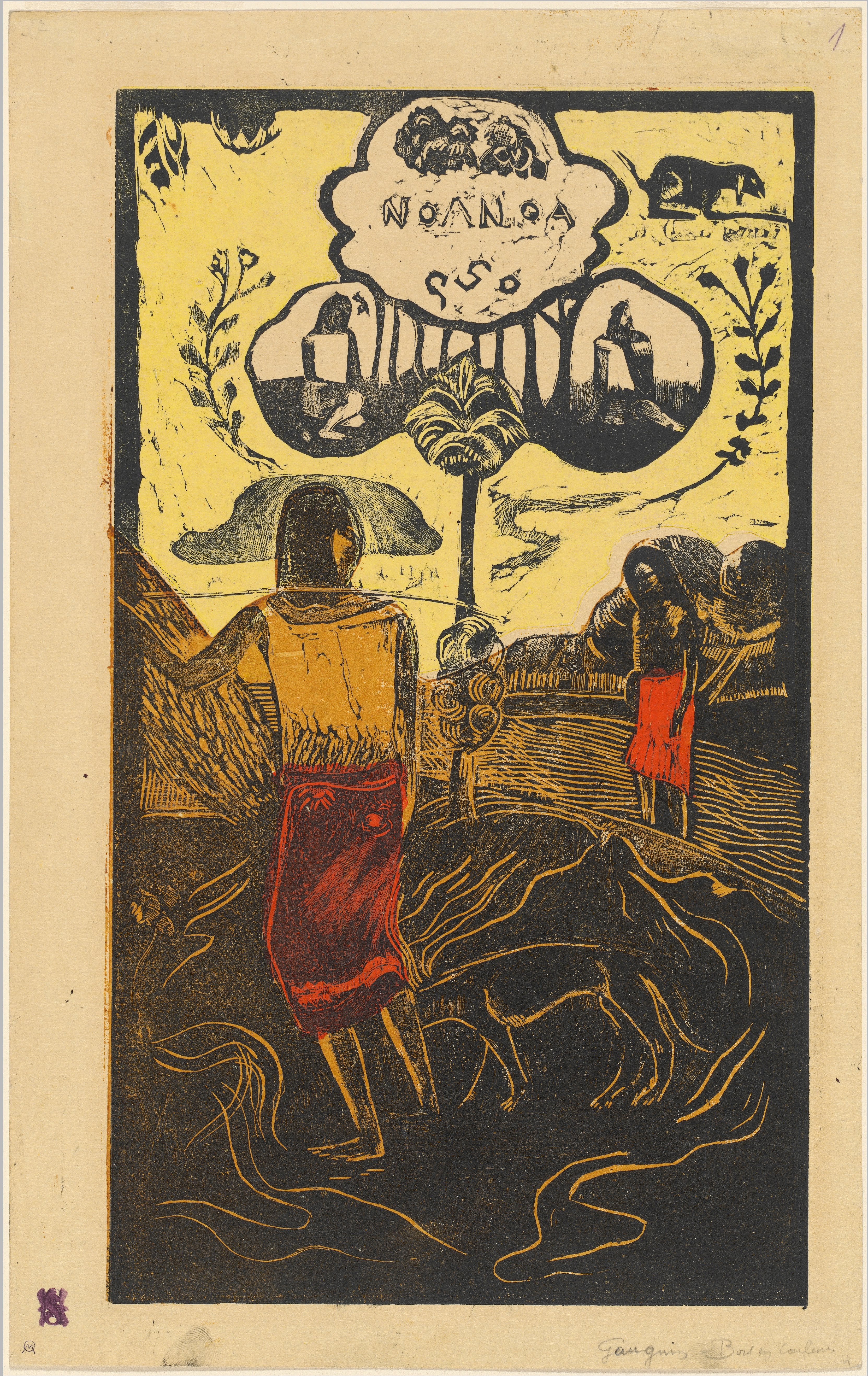
Авторський відбиток гравюри для титульного аркуша «Ноа Ноа». Національна галерея мистецтв

На думку А. Г. Барської, подвійна статуя, біля якої танцюють дівчата, має пряме відношення до полінезійського культу місячної богині Хіни  . Однак А. Г. Костеневич, посилаючись на британського дослідника Р. Філда, пише, що ця статуя, можливо, є верховним богом Таароа (Тангароа) і однією з його дружин. Статуя також присутня на картині " Її звали Вайрауматі " (Пушкінський музей). Танцюючі дівчата майже дослівно «процитовані» з картини «У колишні часи» (музей Тіссена-Борнеміси). Аналогічне зображення одиночної статуї знаходиться на декількох картинах Гогена  . Основним джерелом зображення цієї фігури є опис з книги Ж.-А. Моренхута «Подорож по островах Великого океану» (Париж, 1837) — Б. Даніельссон вказує, що Гоген безсумнівно був знайомий з цією книгою і читав її вже перебуваючи на Таїті.
Зображення оголеної дівчини біля води Гоген раніше використовував основною фігурою на картині «А, ти ревнуєш? „(Пушкінський музей), а згодом повторив її на картині“ Великий Будда».
Таїтянська назва картини, «Nave nave moe», різними дослідниками перекладається по-різному. Є варіанти «Солодка мрія», «Чудове сновидіння» і «Радість відпочинку». Проте 18 лютого 1895 року, коли картина була виставлена на розпродажі картин і малюнків Гогена в паризькому аукціонному домі «Готель Друо», гроші з якої йшли на фінансування нової поїздки Гогена на Таїті, то в каталозі розпродажі, ймовірно складеному самим Гогеном, назва картини була продубльована французькою мовою: «Eau délicieuse» — «Чарівне (або Солодке) джерело» . Тоді за 340 франків картину придбав бельгійський художник Еміль Шуффенекер. Однак в колекції Шуффенекера картина перебувала недовго і 10 листопада 1897 на розпродажі Досбура була продана за 160 франків.
Далі картина виставлялася в галереї Амбруаза Воллара, де їй було дано назву «Сільське свято». Там її 5 жовтня 1907 року за 8000 франків придбав московський промисловець і колекціонер І. А. Морозов . З 1923 року картина перебувала в Державному музеї нового західного мистецтва, де отримала назву — «Чудесне джерело». У 1931 році картина була передана в Ермітаж . З кінця 2014 року виставляється на четвертому поверсі будівлі Головного штабу, зал 412 .